# Allophylus samarensis
Allophylus samarensis là một loài thực vật có hoa trong họ Bồ hòn. Loài này được Merr. mô tả khoa học đầu tiên năm 1916.